# Retevirgula akdenizae
Retevirgula akdenizae is een mosdiertjessoort uit de familie van de Ellisinidae. De wetenschappelijke naam van de soort is voor het eerst geldig gepubliceerd in 1997 door Chimenz, Nicoletti & Lippi Boncambi.